# Cidinho & Doca
Cidinho & Doca é uma dupla de funk carioca formada pelos MCs Sidney "Cidinho" da Silva (Rio de Janeiro, 1977) e Marcos Paulo "Doca" de Jesus Peixoto (Rio de Janeiro, 1976), com origem na favela Cidade de Deus, em Jacarepaguá, no Rio de Janeiro, com influências do proibidão. Suas músicas mais famosas são "Rap das Armas" e "Rap da Felicidade (Eu Só Quero é Ser Feliz...)", ambas de 1994. Na época já famosa, "Rap das Armas" foi vetada nas rádios porque cita inúmeras armas de grosso calibre e de guerra, sendo cantada como referência por traficantes do Comando Vermelho, que dominava a região da Cidade de Deus até a instalação da UPP. Ao mesmo tempo, Cidinho & Doca faziam sucesso com canções pedindo paz, amor e humildade, numa época em que os bailes funk eram famosos pelas brigas generalizadas entre os chamados "Lado A" e "Lado B", com direito a espancamentos no "corredor polonês".  Com o lançamento do filme Tropa de Elite, a música ganhou notoriedade novamente, sendo trilha sonora principal do filme. Também foi lançada nos Estados Unidos e em Portugal. Outros singles da dupla são "Rap da Cidade de Deus" e "É o Bonde da CDD".

## Discografia

### Álbuns
- Eu Só Quero É Ser Feliz (1995)
- É O Bonde da C.D.D (1998)
- Desarme-se (2000)
- Rap das Armas (2008)

### Singles
- "Rap das Armas"
- "Rap da Felicidade (Eu Só Quero é Ser Feliz...)"
- Dennis DJ - "Eu Sou Feliz" (part. Cidinho & Doca)